# Wolfgang E. Ernst

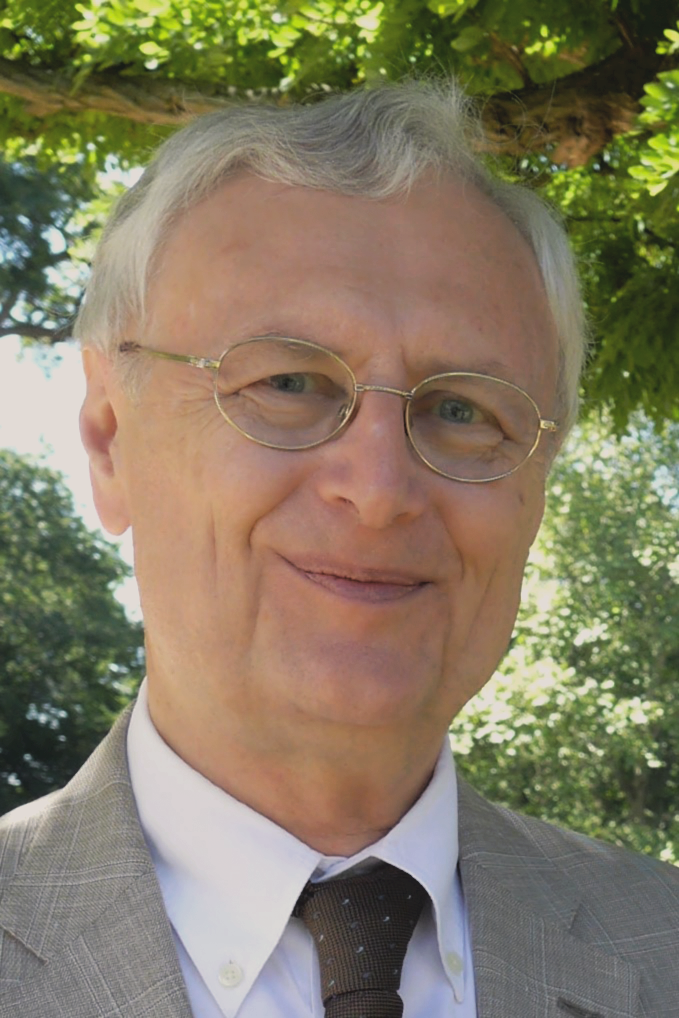
Wolfgang E. Ernst

Wolfgang Erhard Ernst (* 31. Mai 1951 in Minden, Westfalen) ist ein deutscher Physiker. Er ist emeritierter Universitätsprofessor an der Technischen Universität Graz.

## Leben und Werk
Ernst studierte ab 1969 Physik und Mathematik an der TU Hannover mit Vordiplomen in Mathematik (1971) und Physik (1971), war 1972/73 als Stipendiat der Studienstiftung des Deutschen Volkes am Imperial College London und schloss 1975 sein Physikdiplom an der TU Hannover ab. Mit Förderung durch die Studienstiftung erwarb er 1977 sein Doktorat ebenfalls an der TU Hannover. Im Anschluss arbeitete er von 1978 bis 1979 als Post-Doktorand bei Frank K. Tittel an der Rice University in Houston, Texas. Von 1979 bis 1985 hatte er eine Hochschulassistentenstelle an der Freien Universität Berlin inne, wo er sich 1983 im Fach Experimentalphysik habilitierte. Von 1985 bis 1989 nutzte er ein Heisenberg-Stipendium, um weiter das Laserlabor für Molekülspektroskopie an der FU Berlin zu leiten und ein Forschungsjahr bei Richard N. Zare an der Stanford University zu verbringen. Anfang 1990 folgte er dem Ruf auf eine Tenured Full Professorship of Physics an der Pennsylvania State University in State College, PA. 1997 wurde er dort zusätzlich zum Professor of Chemistry ernannt.
Während der 12 Jahre an der Pennsylvania State University verbrachte Ernst Research Sabbaticals bei Udo Buck am Max-Planck-Institut für Strömungsforschung in Göttingen (1993) und bei Giacinto Scoles an der Princeton University (1996).
2001 nahm Ernst den Ruf an die Technische Universität Graz an, wo er von 2003 bis zu seiner Emeritierung im Herbst 2019 das Institut für Experimentalphysik leitete und von 2010 bis 2017 auch das Amt des Dekans der Fakultät für Mathematik, Physik und Geodäsie bekleidete.
In den Jahren 2013 und 2014 war er Präsident der Österreichischen Physikalischen Gesellschaft, 2012 und 2015 diente er als Vizepräsident.
Seine Gruppe untersucht sowohl experimentell als auch theoretisch die Struktur und Dynamik von Molekülen sowie Clustern und Festkörperoberflächen. Von besonderem Interesse sind Wechselwirkungen der Elektronen- und Kernbewegungen. Zur Anwendung kommen Molekularstrahlexperimente, Laserspektroskopie in der Frequenz- und der Zeitdomäne, Photoelektronenspektroskopie und Atomstreuung. Parallel hierzu werden quantenchemische Rechnungen durchgeführt.
Anlässlich seines 70. Geburtstags, ehrte ihn die Fachzeitschrift PhysChem ChemPhys der Royal Society of Chemistry mit einer Festschrift, herausgegeben von A.W. Hauser, M. Havenith, M. Koch und M. Sterrer.

## Ehrungen und Mitgliedschaften
- 1985–1989 Heisenberg Fellowship (German young faculty award)
- 1987 Physik-Preis 1987, Deutsche Physikalische Gesellschaft[3]
- 1997 Election as Fellow of the American Physical Society[4]
- 1998 Penn State Faculty Scholar Medal for Outstanding Achievement in the Physical Sciences
- 2013 Election as Fellow of the European Physical Society[5]
- 2015 Forschungspreis des Landes Steiermark[6]

## Schriften
Wolfgang E. Ernst hat mehr als 230 Arbeiten in referierten wissenschaftlichen Zeitschriften und Sammelbänden veröffentlicht:
- https://orcid.org/0000-0001-8849-5658

Herausgeberschaft spezieller Zeitschriften-Sondernummern:
- Novel aspects of the Jahn-Teller effect in molecular and solid-state systems

Edited by Wolfgang E. Ernst, Horst Köppel

Chemical Physics (Elsevier) Volume 460, Pages 1-144 (16 October 2015)

https://www.sciencedirect.com/journal/chemical-physics/vol/460/suppl/C

- Surface Structure and Dynamics – in Honor of Karl-Heinz Rieder

Edited by Wolfgang E. Ernst, Leonhard Grill

Surface Science (Elsevier) Volume 678, Pages 1-234 (December 2018)

https://www.sciencedirect.com/journal/surface-science/vol/678/suppl/C